# Anthony Hopkins
Sir Philip Anthony Hopkins  CBE (n. 31 decembrie 1937, Port Talbot⁠(d), Țara Galilor, Regatul Unit) este un actor galez de film, cunoscut în special pentru rolul doctorului Hannibal Lecter din filmele Tăcerea mieilor, Hannibal și Red Dragon.

## Cariera
Anthony Hopkins s-a născut în ultima zi a anului 1937, în Margam, o suburbie a Port Talbot, Glamorgan. Părinții săi au fost Annie Muriel (n. Yeates) și Richard Arthur Hopkins, un brutar. Anthony Hopkins nu s-a dovedit un elev strălucit, ci mai degrabă unul mediocru. Prefera să se uite la câteva filme pe săptămână în loc să învețe pentru școală. A schimbat chiar și câteva colegii până când s-a înscris, într-un final, sub influența lui Richard Burton, la un colegiu de muzică și dramă, pe care l-a absolvit în 1957. Cariera sa a fost influențată, direct sau indirect, de câteva nume importante din lumea teatrului și cinematografiei. În anul 1965 se mută la Londra, la Teatrul Național, la invitația lui Laurence Olivier, care văzuse în tânărul Hopkins ceva promițător chiar de la prima audiție. Din acel moment, cariera lui prinse contur. Debutul în film îl face cu The White Bus (Autobusul Alb) în 1966. Filmul nu a avut ecou în lumea cinematografică. Tânărul Hopkins repurta însă succese deosebite ca actor de teatru. Momentul de răscruce al carierei sale l-a constituit rolul lui Edgar din Dansul morții de August Strindberg, în care, inițial, fusese doar dublura lui Lawrence Olivier. Soarta însă a vrut ca Olivier să se îmbolnăvească de apendicită și Hopkins să fie nevoit să îi ia locul pe scenă. A fost remarcat și rolurile au început să curgă. În 1971 a jucat primul rol principal, în filmul When Eight Bells Toll.

## Filmografie
Anthony Hopkins a jucat în peste 100 de filme, seriale de televiziune și piese de teatru. Iată o selecție din filme:
- A Flea in Her Ear (Puricele în ureche), 1967
- Hamlet, 1969
- Danton, 1970
- When eight Bells Toll, 1971
- Un pod prea îndepărtat, 1977
- The Elephant Man (Omul elefant), 1980
- Buncărul, 1981
- The Bounty, 1984
- The Good Father, 1985
- 84 Charing Cross Road, 1987
- Tăcerea mieilor, 1991
- Howard's End, 1992
- Dracula (1992)
- The remains of the Day (Rămășițele zilei), 1993
- Shadowlands, 1993
- Legends of the Fall (Legendele toamnei), 1994
- Nixon, 1995
- Surviving Picasso, 1996
- Înfruntarea 1997
- Amistad, 1997
- Masca lui Zorro (1998)
- Meet Joe Black (Întâlnire cu Joe Black), 1998
- Instinct, 1999
- Titus, 1999
- Cum a furat Grinch Crăciunul (2000)
- Hannibal, 2001
- Hearts in Atlantis, 2001
- Red Dragon, 2002
- The Human Stain, 2003
- Alexander, 2004
- The World's Fastest Indian, 2005
- Bobby, 2006
- All the King's Men, 2006
- Fracture, 2007
- Beowulf (2007)
- Noe (2014)

## Premii
- 1973, BAFTA - cel mai bun actor,Război și pace
- 1976, Emy- cel mai bun actor, The Lindbergh Kidnapping Case
- 1981, Emmy- cel mai bun actor în miniserie, The Bunker
- 1987, ACE - actor în film/miniserie, Mussolini:The Decline and Fall od II Duce
- 1987, Festivalul Internațional de film de la Moscova - cel mai bun actor, 84 Charing Cross Road
- 1991, BSFC - cel mai bun actor,Tăcerea mieilor
- 1991, NBR - cel mai bun actor,Tăcerea mieilor
- 1991, NYFCC - cel mai bun actor,Tăcerea mieilor
- 1992, Oscar- cel mai bun actor în rol principal, Tăcerea mieilor
- 1992, Sant Jordi - cel mai bun actor străin, Tăcerea mieilor
- 1992, Saturn - cel mai bun actor, Tăcerea mieilor
- 1992, BAFTA - cel mai bun actor, Tăcerea mieilor
- 1992, KCFCC - cel mai bun actor, Tăcerea mieilor
- 1993, LAFCA - cel mai bun actor, Shadowlands
- 1993, NBR - cel mai bun actor, Shadowlands
- 1994, BAFTA - cel mai bun actor, Shadowlands
- 1994, KCFCC - cel mai bun actor, Rămășițele zilei
- 1994, DFWFCA - cel mai bun actor, Rămășițele zilei
- 1994, ALFS - cel mai bun actor, Rămășițele zilei
- 1994, KCFCC - cel mai bun actor, Rămășițele zilei
- 1994, David - cel mai bun actor, Rămășițele zilei
- 1994, SEFCA - cel mai bun actor, Rămășițele zilei
- 1995, Bronze Wrangler - alături de Edward Zwick, William D. Wittliff, Brad Pitt, Legendele toamnei
- 1998, BFCA - cel mai bun actor în rol secundar, Amistad
- 2006, Hollywood Film Award - cea mai bună distribuție a anului, Bobby